# Соперничество футбольных клубов «Зенит» (Санкт-Петербург) и ЦСКА (Москва)
Соперничество «Зенита» и ЦСКА — противостояние между клубами «Зенит» и ЦСКА, которое является весьма значимым в российском футболе. Олицетворяет противостояние двух столиц, а также двух самых успешных российских клубов во второй половине 2000-х годов.

## История соперничества
ЦСКА в период 1938—1970 гг. ни разу не проиграл «Зениту» матчи в Ленинграде. Эта серия составила 25 игр: 14 побед и 11 ничьих при разности мячей 55-20. Лишь в 1971 году ленинградцам удалось нанести армейцам первое поражение на своём поле (5:0).
«Играли мы как-то с ЦСКА, и поначалу игра не клеилась. Тренером армейцев был тогда Анатолий Тарасов. Он встал на колено перед командой в перерыве и, указуя перстом в сторону „Зенита“, изрек: „Вон ваши враги! Я вам приказываю их уничтожить!“ А я стоял чуть в стороне и все прекрасно слышал. И спокойно так говорю: „Анатолий Владимирович, за что же так сурово вы с нами собираетесь расправиться?“

— Подожди, Герман, это мое дело, как команду настраивать…

Павел тоже все слышал. И сказал нашим игрокам: 

— Ребята, у них все ставки на 180 рублей уже распределены — дадим армейцам жару!

Вот это капитан! Знал ведь, что сказать — и в двух словах. В итоге „Зенит“ победил со счетом 1:0.»

Герман Зонин о противостоянии ЦСКА и «Зенита» в 1975 г. и о Павле Садырине, тренировавшем впоследствии оба клуба. 2012 г.

Соперничество команд обострилось в конце первого десятилетия XXI века, когда чемпионат страны 5 лет подряд не выигрывали московские клубы. В 2010 году «Зенит» мог стать чемпионом в домашнем матче с ЦСКА, своим главным преследователем, но проиграл встречу со счётом 1:3, избежав разгрома на последних минутах благодаря голу Алессандро Розины.
В мае 2025 года, когда «Зенит» готовился отметить 100-летие основания клуба, ЦСКА смог отыграться во втором матче финала Пути РПЛ Кубка России после поражения в первом 0:2. Первый гол забил Матвей Кисляк, а на 90+2-й минуте форвард ЦСКА Тамерлан Мусаев забил в ворота Дениса Адамова второй, сравняв счёт по сумме двух матчей — 2:2. В серии пенальти точнее были игроки ЦСКА — 4:3. Таким образом армейский клуб лишил петербуржцев возможности выиграть трофей в юбилейный год, а сам впоследствии одолел в Суперфинале ФК «Ростов».

## Трофеи
|                                            | Зенит                                                                                      | ЦСКА                                                                                   |
| ------------------------------------------ | ------------------------------------------------------------------------------------------ | -------------------------------------------------------------------------------------- |
| Чемпион СССР                               | 1 раз: 1984                                                                                | 7 раз: 1946, 1947, 1948, 1950, 1951, 1970, 1991                                        |
| Чемпион России                             | 10 раз: 2007, 2010, 2011/12, 2014/15, 2018/19, 2019/20, 2020/21, 2021/22, 2022/23, 2023/24 | 6 раз: 2003, 2005, 2006, 2012/13, 2013/14, 2015/16                                     |
| Обладатель Кубка СССР                      | 1 раз: 1944                                                                                | 5 раз: 1945, 1948, 1951, 1955, 1991                                                    |
| Обладатель Кубка России                    | 5 раз: 1998/99, 2009/10, 2015/16, 2019/20, 2023/24                                         | 9 раз: 2001/02, 2004/05, 2005/06, 2007/08, 2008/09, 2010/11, 2012/13, 2022/23, 2024/25 |
| Обладатель Суперкубка СССР                 | 1 раз: 1985                                                                                | нет                                                                                    |
| Обладатель Кубка федерации футбола СССР    | нет                                                                                        | нет                                                                                    |
| Обладатель Приза Всесоюзного комитета СССР | нет                                                                                        | 1 раз: 1952                                                                            |
| Обладатель Суперкубка России               | 9 раз: 2008, 2011, 2015, 2016, 2020, 2021, 2022, 2023, 2024                                | 8 раз: 2004, 2006, 2007, 2009, 2013, 2014, 2018, 2025                                  |
| Обладатель Кубка Премьер-лиги              | 1 раз: 2003                                                                                | нет                                                                                    |
| Обладатель Кубка УЕФА                      | 1 раз: 2007/08                                                                             | 1 раз: 2004/05                                                                         |
| Обладатель Суперкубка УЕФА                 | 1 раз: 2008                                                                                | нет                                                                                    |
| ВСЕГО                                      | 30                                                                                         | 37                                                                                     |

## Общие игроки и тренеры

### Футболисты, игравшие за оба клуба
- Сергей Приходько
- Валерий Брошин
- Сергей Дмитриев
- Сергей Колотовкин
- Дмитрий Быстров
- Дмитрий Хомуха
- Василий Иванов
- Юрий Окрошидзе
- Владимир Кулик
- Денис Машкарин
- Владимир Лебедь
- Максим Боков
- Владислав Радимов
- Сергей Семак
- Предраг Ранджелович
- Игорь Семшов
- Роман Широков
- Юрий Жирков
- Алексей Ионов
- Саломон Рондон
- Марио Фернандес
- Антон Заболотный
- Юрий Бавин
- Саша Зделар
- Вячеслав Караваев
- Ильзат Ахметов
- Данил Круговой

### Играли за оба клуба, тренировали один
- Сергей Семак

### Тренеры, работавшие в обоих клубах
- Юрий Морозов
- Павел Садырин
- Георгий Вьюн

## Результаты матчей
| Дата       | Турнир            | Хозяева | Гости | Счёт           | Голы                                                                                        |
| 05.10.1994 | Кубок России      | Зенит   | ЦСКА  | 0:2            | Семак (18), Сергеев (86)                                                                    |
| 15.05.1996 | Чемпионат России  | Зенит   | ЦСКА  | 1:1            | Ерёмин (73) — Хохлов (48)                                                                   |
| 20.09.1996 | Чемпионат России  | ЦСКА    | Зенит | 1:0            | Гашкин (50)                                                                                 |
| 24.05.1997 | Чемпионат России  | ЦСКА    | Зенит | 2:0            | Герасимов (35), Кулик (59)                                                                  |
| 20.09.1997 | Чемпионат России  | Зенит   | ЦСКА  | 2:0            | Зазулин (33), Горшков (61)                                                                  |
| 22.10.1997 | Кубок России      | ЦСКА    | Зенит | 3:2            | Семак (7, 68), Хомуха (19) — Панов (4), Вернидуб (83)                                       |
| 04.04.1998 | Чемпионат России  | ЦСКА    | Зенит | 1:2            | Семак (81) — Максимюк (10), Герасимец (57)                                                  |
| 11.07.1998 | Чемпионат России  | Зенит   | ЦСКА  | 0:1            | Минько (78)                                                                                 |
| 21.04.1999 | Кубок России      | Зенит   | ЦСКА  | 1:0            | Попович (77)                                                                                |
| 02.05.1999 | Чемпионат России  | ЦСКА    | Зенит | 2:2            | Кулик (25, 44) — Панов (35), Попович (54)                                                   |
| 11.07.1999 | Чемпионат России  | Зенит   | ЦСКА  | 1:1            | Панов (44) — Хомуха (85, пен.)                                                              |
| 12.05.2000 | Чемпионат России  | ЦСКА    | Зенит | 4:1            | Кулик (67, пен.), Бычков (77, 87), Шишкин (82) — Игонин (11)                                |
| 18.08.2000 | Чемпионат России  | Зенит   | ЦСКА  | 0:1            | Семак (47)                                                                                  |
| 11.06.2001 | Чемпионат России  | ЦСКА    | Зенит | 1:1            | Лысенко (27) — Горшков (17)                                                                 |
| 30.09.2001 | Чемпионат России  | Зенит   | ЦСКА  | 6:1            | Деменко (27), Лепехин (52, 56), Катульский (54), Кобелев (57), Аршавин (79) — Семак (81)    |
| 17.03.2002 | Чемпионат России  | ЦСКА    | Зенит | 1:0            | Гусев (89)                                                                                  |
| 12.05.2002 | Кубок России      | ЦСКА    | Зенит | 2:0            | Соломатин (29), Яновский (52)                                                               |
| 06.10.2002 | Чемпионат России  | Зенит   | ЦСКА  | 0:2            | Шершун (66), Яновский (75)                                                                  |
| 28.06.2003 | Чемпионат России  | Зенит   | ЦСКА  | 4:1            | Кирицэ (26), Спивак (45, пен.) Радимов (55), Кержаков (81) — Яновский (23)                  |
| 11.07.2003 | Чемпионат России  | ЦСКА    | Зенит | 2:2            | Попов (31), Гейнрих (79) — Кержаков (12), Спивак (69)                                       |
| 03.04.2004 | Чемпионат России  | ЦСКА    | Зенит | 3:3            | Кириченко (6), Жирков (39), Шершун (56) — Радимов (41), Кержаков (65), Спивак (90)          |
| 25.10.2004 | Чемпионат России  | Зенит   | ЦСКА  | 0:3            | Гусев (13), Жирков (70), Вагнер Лав (90+2)                                                  |
| 17.04.2005 | Чемпионат России  | Зенит   | ЦСКА  | 1:0            | Быстров (54)                                                                                |
| 13.05.2005 | Кубок России      | Зенит   | ЦСКА  | 1:0            | Кержаков (71)                                                                               |
| 25.05.2005 | Кубок России      | ЦСКА    | Зенит | 2:0            | Алдонин (11), Карвалью (33)                                                                 |
| 21.08.2005 | Чемпионат России  | ЦСКА    | Зенит | 1:1            | Игнашевич (61, пен.) — Шкртел (58)                                                          |
| 03.05.2006 | Кубок России      | ЦСКА    | Зенит | 1:0            | Карвалью (61)                                                                               |
| 10.05.2006 | Кубок России      | Зенит   | ЦСКА  | 0:3            | Вагнер Лав (9), Дуду (19), Игнашевич (29)                                                   |
| 19.07.2006 | Чемпионат России  | Зенит   | ЦСКА  | 0:0            |                                                                                             |
| 05.10.2006 | Чемпионат России  | ЦСКА    | Зенит | 1:0            | Карвальо (58, пен.)                                                                         |
| 26.05.2007 | Чемпионат России  | ЦСКА    | Зенит | 2:0            | Жо (60,66)                                                                                  |
| 29.09.2007 | Чемпионат России  | Зенит   | ЦСКА  | 2:1            | Погребняк (32), Денисов (88) — Вагнер Лав (90+1)                                            |
| 30.07.2008 | Чемпионат России  | ЦСКА    | Зенит | 0:0            |                                                                                             |
| 21.09.2008 | Чемпионат России  | Зенит   | ЦСКА  | 1:3            | Погребняк (88) — Дзагоев (3, 65), Вагнер Лав (57, пен)                                      |
| 17.05.2009 | Чемпионат России  | ЦСКА    | Зенит | 2:1            | Маазу (32), Вагнер Лав (85, пен) — Семшов (54)                                              |
| 26.09.2009 | Чемпионат России  | Зенит   | ЦСКА  | 2:0            | Кежман (45+1, пен.), Быстров (87)                                                           |
| 28.04.2010 | Чемпионат России  | ЦСКА    | Зенит | 0:2            | Крижанац (5), Кержаков (65)                                                                 |
| 10.11.2010 | Чемпионат России  | Зенит   | ЦСКА  | 1:3            | Розина (90+3) — Вагнер Лав (14), Гонсалес (34), Думбья (52)                                 |
| 06.03.2011 | Суперкубок России | Зенит   | ЦСКА  | 1:0            | Ионов (73)                                                                                  |
| 10.04.2011 | Чемпионат России  | Зенит   | ЦСКА  | 0:3            | 0:3 (техническое поражение)                                                                 |
| 20.04.2011 | Кубок России      | Зенит   | ЦСКА  | 0:2            | Думбия (40), Игнашевич (57, пен.)                                                           |
| 06.08.2011 | Чемпионат России  | ЦСКА    | Зенит | 0:2            | Кержаков (54), Анюков (55)                                                                  |
| 03.03.2012 | Чемпионат России  | ЦСКА    | Зенит | 2:2            | Дзагоев (17), Муса (68) — Кержаков (1, 56)                                                  |
| 14.04.2012 | Чемпионат России  | Зенит   | ЦСКА  | 2:0            | Быстров (64), Аршавин (89)                                                                  |
| 04.08.2012 | Чемпионат России  | ЦСКА    | Зенит | 1:3            | Хонда (44) — Семак (10), Кержаков (14, пен.), Семак (32)                                    |
| 26.11.2012 | Чемпионат России  | Зенит   | ЦСКА  | 1:1            | Янбаев (56) — Эльм (85, пен.)                                                               |
| 13.07.2013 | Суперкубок России | ЦСКА    | Зенит | 3:0            | Хонда (15), Игнашевич (36), Хонда (83)                                                      |
| 18.10.2013 | Чемпионат России  | Зенит   | ЦСКА  | 2:0            | Широков (16), Халк (45)                                                                     |
| 15.03.2014 | Чемпионат России  | ЦСКА    | Зенит | 1:0            | Миланов (31)                                                                                |
| 01.11.2014 | Чемпионат России  | ЦСКА    | Зенит | 0:1            | Гарсия (8)                                                                                  |
| 05.04.2015 | Чемпионат России  | Зенит   | ЦСКА  | 2:1            | Халк (62, 73) — Страндберг (81)                                                             |
| 12.09.2015 | Чемпионат России  | ЦСКА    | Зенит | 2:2            | Ломбертс (9, авт.), Думбия (22) — Халк (39), Смольников (88)                                |
| 03.04.2016 | Чемпионат России  | Зенит   | ЦСКА  | 2:0            | Халк (54, 79)                                                                               |
| 02.05.2016 | Кубок России      | ЦСКА    | Зенит | 1:4            | Оланаре (36) — Халк (34, 63), Кокорин (55), Юсупов (70)                                     |
| 23.07.2016 | Суперкубок России | ЦСКА    | Зенит | 0:1            | Маурисио (22)                                                                               |
| 20.08.2016 | Чемпионат России  | Зенит   | ЦСКА  | 1:1            | Ерёменко (24) — Жирков (45)                                                                 |
| 04.03.2017 | Чемпионат России  | ЦСКА    | Зенит | 0:0            |                                                                                             |
| 22.10.2017 | Чемпионат России  | ЦСКА    | Зенит | 0:0            |                                                                                             |
| 28.04.2018 | Чемпионат России  | Зенит   | ЦСКА  | 0:0            |                                                                                             |
| 11.11.2018 | Чемпионат России  | ЦСКА    | Зенит | 2:0            | Чалов (15), Сигурдссон (26)                                                                 |
| 12.05.2019 | Чемпионат России  | Зенит   | ЦСКА  | 3:1            | Дриусси (38, 86), Ригони (62) — Обляков (30)                                                |
| 02.11.2019 | Чемпионат России  | Зенит   | ЦСКА  | 1:1            | Ерохин (73) — Влашич (45+1)                                                                 |
| 20.06.2020 | Чемпионат России  | ЦСКА    | Зенит | 0:4            | Иванович (2), Малком (8, 45+2), Дриусси (90+4)                                              |
| 19.08.2020 | Чемпионат России  | Зенит   | ЦСКА  | 2:1            | Азмун (19, 69) — Влашич (26)                                                                |
| 17.03.2021 | Чемпионат России  | ЦСКА    | Зенит | 2:3            | Рондон (28), Влашич (90+1) — Дзюба (33), Вендел (50, 77)                                    |
| 26.08.2021 | Чемпионат России  | Зенит   | ЦСКА  | 1:0            | Азмун (82)                                                                                  |
| 28.11.2021 | Чемпионат России  | ЦСКА    | Зенит | 0:2            | Клаудиньо (34), Мостовой (90+4)                                                             |
| 13.08.2022 | Чемпионат России  | Зенит   | ЦСКА  | 2:1            | Малком (45+2), Мантуан (85) — Чалов (63)                                                    |
| 19.03.2023 | Чемпионат России  | ЦСКА    | Зенит | 1:0            | Чалов (72)                                                                                  |
| 15.07.2023 | Суперкубок России | Зенит   | ЦСКА  | 0:0 (5:4 пен.) | Малком, Сутормин, Мостовой, Бакаев, Ренан — Чалов, Гайч, Набабкин, Заболотный               |
| 03.09.2023 | Чемпионат России  | ЦСКА    | Зенит | 1:1            | Заболотный (4) — Сантос (88)                                                                |
| 02.05.2024 | Кубок России      | ЦСКА    | Зенит | 1:1            | Заболотный (53) — Ерохин (84)                                                               |
| 11.05.2024 | Чемпионат России  | Зенит   | ЦСКА  | 0:1            | Чалов (58, пен.)                                                                            |
| 15.05.2024 | Кубок России      | Зенит   | ЦСКА  | 0:0 (5:4 пен.) | Кассьерра, Изидор, Мостовой, Алип, Клаудиньо — Давила, Обляков, Дивеев, Мусаев              |
| 14.09.2024 | Чемпионат России  | ЦСКА    | Зенит | 0:1            | Гонду (43)                                                                                  |
| 01.03.2025 | Чемпионат России  | Зенит   | ЦСКА  | 0:0            |                                                                                             |
| 30.04.2025 | Кубок России      | Зенит   | ЦСКА  | 2:0            | Кассьерра (17), Мостовой (57, пен.)                                                         |
| 14.05.2025 | Кубок России      | ЦСКА    | Зенит | 2:0 (4:3 пен.) | Кисляк (37), Мусаев (90+2), Дивеев, Алеррандро, Кисляк, Круговой — Сантос, Мостовой, Энрике |
| 03.08.2025 | Чемпионат России  | Зенит   | ЦСКА  | 1:1            | Соболев (76, пен.) — Алеррандро (33)                                                        |

| Победы «Зенита» | Ничьи | Победы ЦСКА | Разница мячей |
| --------------- | ----- | ----------- | ------------- |
| 48              | 48    | 70          | —             |

## Рекорды
| - Победная серия ЦСКА — 4 матча - Беспроигрышная серия ЦСКА — 15 матчей | - Победная серия «Зенита» — 6 матчей - Беспроигрышная серия «Зенита» — 10 матчей |

| - С разницей в 7 мячей 1945 — Кубок СССР — ЦДКА — «Зенит» 7:0 1947 — Чемпионат СССР — ЦДКА — «Зенит» 8:1 1950 — Чемпионат СССР — «Зенит» — ЦДКА 1:8 - С разницей в 6 мячей 1938 — Чемпионат СССР — ЦДКА — «Сталинец» 6:0 - С разницей в 5 мячей 1971 — Чемпионат СССР — «Зенит» — ЦСКА 5:0 2001 — Чемпионат России — «Зенит» — ЦСКА 6:1 |